# 小中肇
小中 肇（こなか はじめ、1954年3月23日 - ）は、日本の監督・演出家。日本映画監督協会会員。主にテレビドラマ作品を中心に活動していた。
青森県弘前市出身。

## 人物・来歴
弘前南高を経て法政大学文学部を中退。学生時代に行っていた劇団活動をきっかけとして東映撮影所の助監督となり、『バトルフィーバーJ』でチーフ助監督を務める。その後1990年に『森村誠一サスペンス』にて監督昇進。1996年の『超光戦士シャンゼリオン』を経て主にスーパー戦隊シリーズなどを手がけ、『救急戦隊ゴーゴーファイブ』では年間を通じて初のメイン監督として采配を振った。
その後『爆竜戦隊アバレンジャー』では自身2度目となるパイロット版を手がけるが、途中降板。2005年には舞台『あたま山心中』の演出を手がけたが、それ以降主な演出作品はない。

### 作風・エピソード
スーパー戦隊シリーズや『超光戦士シャンゼリオン』で小中の下に就き、師匠と慕っている諸田敏によれば「道義を重んじる」性格であり、「とにかく真面目な人で、そういう真面目な性格だから『シャンゼリオン』できちっとしたコメディが作れた」とも語っている。また同作品に出演していた相澤一成からの指名により、前出の『あたま山心中』の演出家としての起用に繋がった。
その『シャンゼリオン』の第9話「速水、燦然！」では脚本家の井上敏樹がラストシーンのカメラワークを脚本で指定。この回の担当監督だった小中は職業上これを嫌い試行錯誤したが、結局は「悔しいが、やっぱり脚本どおりにやった方が効く」と脚本通りに撮ることとなったという逸話もある。
『救急戦隊ゴーゴーファイブ』に出演した谷口賢志は、小中から怒られながら演技をこなしていったが、それを通じて本気で仕事をするということを教わったと述べている。特にゴーゴーファイブの敗北を描いた第19話では、それまでワンカットごとに撮影していたものを一連の流れを撮るという方法に切り替え、戸惑う出演者らをわざと物凄い剣幕で叱責し、役としてだけでなく俳優としても打ちのめすことで意識を高く持つ方へ空気を変えていったという。

## 主な担当作品

### テレビドラマ
- 森村誠一サスペンス「喪中欠礼」（1990年、東映・関西テレビ）※監督デビュー作品[1]
- 現代推理サスペンス「トワイライトはいつも雨降り」（1990年、東映・関西テレビ）
- 世にも奇妙な物語（東映・フジテレビ）
  - 「こけし谷」（1991年）
  - 「人体改造ドリンク」（1991年）
  - 「いいかげん」（1992年）
  - 「ある朝パニック」（1994年）
- 現代推理サスペンス「竜神になった女」（1991年、東映・関西テレビ）
- 六つの離婚サスペンス「5年目の本気」（1992年、東映・関西テレビ）
- 七つの離婚サスペンス「一児豪華主義」（1993年、東映・関西テレビ）
- 愛と疑惑のサスペンス「しつこい自殺者」（1994年、東映・関西テレビ）
- 超光戦士シャンゼリオン（1996年、東映・テレビ東京）※初の連続ドラマ作品演出
- スーパー戦隊シリーズ（東映・テレビ朝日）
  - 星獣戦隊ギンガマン（1998年 - 1999年）
  - 救急戦隊ゴーゴーファイブ（1999年 - 2000年）※初パイロット&メイン作品&最多演出
  - 未来戦隊タイムレンジャー（2000年 - 2001年）
  - 忍風戦隊ハリケンジャー（2002年 - 2003年）
  - 爆竜戦隊アバレンジャー（2003年 - 2004年）※パイロット

### オリジナルビデオ
- 湾岸ミッドナイト2（1993年）
- 湾岸ミッドナイト3（1993年）

### 舞台演出
- あたま山心中(2005年)